# Sylvania (Ohio)
Sylvania es una ciudad ubicada en el condado de Lucas en el estado estadounidense de Ohio. En el Censo de 2010 tenía una población de 18965 habitantes y una densidad poblacional de 1.122,56 personas por km².

## Geografía
Sylvania se encuentra ubicada en las coordenadas 41°42′38″N 83°42′22″O / 41.71056, -83.70611. Según la Oficina del Censo de los Estados Unidos, Sylvania tiene una superficie total de 16.89 km², de la cual 16.78 km² corresponden a tierra firme y (0.69%) 0.12 km² es agua.

## Demografía
Según el censo de 2010, había 18965 personas residiendo en Sylvania. La densidad de población era de 1.122,56 hab./km². De los 18965 habitantes, Sylvania estaba compuesto por el 92.42% blancos, el 2.7% eran afroamericanos, el 0.12% eran amerindios, el 2.27% eran asiáticos, el 0.06% eran isleños del Pacífico, el 0.68% eran de otras razas y el 1.74% pertenecían a dos o más razas. Del total de la población el 2.89% eran hispanos o latinos de cualquier raza.